# Semisopochnoi
Semisopochnoi o Unyak (en aleuta Unyax̂; rus: Семисопочный) és una illa volcànica del grup de les illes Rat, un subgrup de les illes Aleutianes, a l'estat d'Alaska, als Estats Units. L'illa està deshabitada i proporciona una important zona de nidificació per a les aus marines. Té una superfície de 221,59 km² i fa 18 km de llargada per 20 km d'amplada.
L'extrem més oriental de l'illa és, per longitud, la ubicació terrestre més oriental dels Estats Units i d'Amèrica del Nord. L'illa es troba tan sols 14 minuts (0,2333 graus) o 15,6 km a l'oest del meridià 180.

## Vida salvatge
Semisopochnoi no té mamífers terrestres autòctons. Les guineus àrtiques foren introduïdes a l'illa durant el segle XIX per a la cria de pells, però foren eliminades el 1997. La majoria d'espècies d'ocells nidificants foren extingits per les guineus. Actualment l'illa es troba en les primeres etapes de recuperació de la seva fauna, havent quedat també lliure de rates. Hi ha una important colònia de gavotí menut i gavotí emplomallat, així com una població important de corb marí de màscara roja.

## Geologia
Semisopochnoi té el volcà subaeri més gran de les Aleutianes occidentals, amb 20 km d'amplada al nivell del mar i conté una caldera de 8 km d'amplada. El punt més alt de l'illa és el pic Anvil de 1.221 metres, un con de doble pic que forma bona part de la part nord de l'illa. El mont Cerberus, amb tres cims i 774 metres d'alçada, és un volcà situat dins la caldera. Cadascun dels cims té un cràter, sent més joves les colades de lava del flanc nord que les del vessant sud. Altres volcans de l'illa són el Sugarloaf Peak, simètric i de 855 msnm, al sud-sud-est de la caldera; i el Lakeshore Cone, un petit con de cendres a la part nord-est de la caldera. La majoria de les erupcions històriques documentades s'han originat al mont Cerberus. Les darreres erupcions conegudes a Semisopochnoi van tenir lloc el setembre de 2018, juliol i desembre de 2019 i febrer de 2021.